# Sandsøy
Sandsøy ou Sandsøya est une île et une localité du comté de Troms, en Norvège.

## Géographie
Administrativement, Sandsøy fait partie de la kommune de Bjarkøy.